# Ocotea tabacifolia
Ocotea tabacifolia là loài thực vật có hoa trong họ Nguyệt quế. Loài này được (Meisn.) Rohwer miêu tả khoa học đầu tiên năm 1986.